# 狩野雅信
狩野 雅信（かのう ただのぶ、文政6年2月14日（1823年3月26日） - 明治12年（1879年）8月8日）は、日本の幕末から明治時代に活動した狩野派（江戸狩野）の江戸幕府御用絵師、旗本。代々幕府の奥絵師を勤めた木挽町狩野家の10代目で、最後の当主。幼名は栄次郎。号は勝川（院）、素尚斎。

## 略伝
狩野養信の長男として江戸で生まれる。1844年（天保15年）父と共に火災で消失した江戸城本丸御殿障壁画制作に従事した。翌1845年（弘化2年）法眼に叙せられ、1861年（文久元年）には法印に上った。14代将軍徳川家茂の寵愛を受け、江戸北町奉行を務めた鍋島直孝の娘を娶り、1863年（文久3年）の家茂上洛にも付き従っている。しかし戊辰戦争時には、旧幕府軍から江戸脱走を勧誘されるも雅信はそれに応じず、その時の書状を焼き捨て新政府へ配慮している。
明治維新に際し、江戸狩野の奥絵師四家のうち鍛冶橋狩野家は徳川宗家に従い、残り三家は1870年（明治3年）御暇を仰せ付けられ平民になったという。これを裏付けるように『太政類典』収録の「行政官支配姓名簿」に「高三百石 内百俵蔵米 狩野勝川院」の記載から明治初期には朝臣化し、「東京府・市文書」（東京都公文書館蔵）内の「明治二年 朝臣姓名」から明治2年12月以降は東京府の所管になったことが解る。また明治2年夏には延遼館障壁画を、狩野永悳、狩野董川らと共に制作する。一方、朝臣化した幕臣として東京府内の警備・治安維持の仕事を割り当てられ、身分は武士ではあっても武芸を殆ど習得していない雅信らはこれを免除するよう願い出た嘆願書が残っている。
1872年（明治5年）に火事で木挽町の家宅が焼け、更に敷地も上地となったため、飯田町にある妻の実家鍋島家に住む。軍部から製図制作を勧められたが、「画家たる者何ぞ製図を事とせむや」と御用絵師の矜持からこれを固辞し、晩年は悠々自適の生活を送ったとされる。しかし新政府の仕事を全く受けなかったのではなく、博覧会の事務局に雇われている。明治5年には博物局編『古人肖像集』の挿絵を手がけ、1876年（明治9年）のフィラデルフィア万国博覧会や、翌年の第1回内国勧業博覧会に関わる。1878年（明治11年）のパリ万国博覧会では手当15円を支給され、翌年には大蔵省から月給20円で雇われている。他にも外貨を得るため、外国に日本の物産製品を紹介する解説書『日本製品図説 錦画』（高雲外編、明治10年刊）の挿絵を担当している。しかし、やはり生活は苦しかったらしく、木挽町狩野家の知行地のあった樋ノ口村（現在の埼玉県久喜市樋ノ口）の組頭に、米や下肥代金の援助を頼む手紙が残っている。
弟子に、狩野芳崖、橋本雅邦、木村立嶽、狩野友信、結城正明、青野桑州、柳田龍雪、松原寛泉斎、陶山勝寂、三浦治作などがいる。芳崖から「師は絵を知り給わず」と吐き捨てられたという逸話や、後の岡倉覚三（天心）から厳しく評価されるなど、画才は凡庸だったとされることが多い。確かに水墨画を中心にそう評価されても仕方がない作品もあるが、着色画には豊かな色彩と細密な描写に見所ある作品も残っている。

## 代表作
| 作品名                   | 技法         | 形状・員数 | 寸法（縦x横cm）  | 所有者                   | 年代                                | 落款・印章                                                                | 備考 |
| ------------------------ | ------------ | ---------- | ---------------- | ------------------------ | ----------------------------------- | ------------------------------------------------------------------------- | --- |
| 源氏物語図屏風           | 紙本著色     | 六曲一双   |                  | 下関市立美術館           |                                     |                                                                           | |
| 伊豆浦黒船来港図         | 紙本墨画淡彩 | 1幅        | 32.7x56.7        | 個人                     | 1854年（嘉永7年）                   |                                                                           | 自詠句「えみしらも したひきぬらん 浦やすの この日の本の 春のひかりを」 |
| 徳川家慶像               | 紙本著色     | 1幅        | 106.9x56.7       | 徳川記念財団             | 1854年（嘉永7年）                   | 無款                                                                      | 財団整理番号「文1-1 No.35」 |
| 徳川家慶像               | 紙本著色     | 1幅        | 83.0x59.1        | 徳川記念財団             | 1854年（嘉永7年）                   | 無款                                                                      | 財団整理番号「文1-1 No.36」 |
| 松平容敬                 |              | 1幅        | 108.3x58.2       | 土津神社                 | 1855年10月6日（安政2年8月26日）奉納 |                                                                           | |
| 鷹狩図屏風               | 紙本金地著色 | 六曲一双   |                  | ライデン国立民族学博物館 | 1856年（安政3年）                   |                                                                           | オランダから贈られた軍艦・観光丸の返礼として、オランダ国王ウィレム3世に贈呈した屏風10双のうちの1つ。 |
| 徳川家定像               | 紙本著色     | 1幅        | 103.0x58.0       | 徳川記念財団             | 1859年（安政6年）                   | 無款                                                                      | 財団整理番号「文1-1 No.38」 |
| 唐美人図                 | 絹本著色     | 2幅        | 119.8x48.2（各） | 個人                     | 1844-60年（弘化元年-万延元年）      |                                                                           | |
| 松平定信画像             | 絹本著色     | 1幅        |                  | 照源寺                   | 1862年（文久2年）頃                 | 無款                                                                      | 箱書きにより、元々定信自筆の頭部のみの自画像があり、それを見つけた嫡嗣・松平定永が養信に命じて自画像を元に全身の肖像画を描かせ、本作はそれを更に雅信が写したものだとわかる。その際雅信は定永の許しを得て、烏帽子に紫色の長い掛け紐を描き足している。 |
| 富士・三保松原・清見寺図 | 絹本墨画淡彩 | 3幅        | 107.3x37.6（各） | 個人                     | 1864年（元治元年）                  |                                                                           | 鷹司輔煕の発注 |
| 徳川家茂像               | 紙本著色     | 1幅        | 127.6x61.4       | 徳川記念財団             | 1867年（慶応3年）                   | 無款                                                                      | 財団整理番号「文1-1 No.42」 |
| 竜田図屏風               | 絹本著色     | 六曲一隻   |                  | バウアー・コレクション   | 1867年（慶応3年）                   |                                                                           | 同年のパリ万博に出品された「吉野・竜田図屏風」六曲一双屏風の片隻か |
| 御殿山筑波山遠望図       | 絹本著色     | 双幅       |                  | 板橋区立美術館           |                                     |                                                                           | |
| 岩に牡丹図               | 絹本著色     | 1幅        |                  | 敦賀市立博物館           |                                     | 落款「中務卿勝川院法印藤原雅信筆」/「狩野」朱文中白方印・「雅信」白文方印 | |